# Gottlieb von Haeseler
Gottlieb Ferdinand Albert Alexis von Haeseler, född 19 januari 1836, död 25 oktober 1919, var en tysk greve och militär.
Haeseler blev officer vid kavalleriet 1853, generalstabsofficer 1864, överste 1875, generalmajor 1881, generallöjtnant och befälhavare för 6:e divisionen 1887, general vid kavalleriet 1890, generalöverste 1901 och generalfältmarskalk 1905. Haeseler deltog som generalstabsofficer huvudsakligen i prins Fredrik Karls stab och vann utmärkelser i Dansk-tyska kriget, Tyska enhetskriget och Fransk-tyska kriget. 1871 blev han överkvartermästare vid ockupationsarmén i Frankrike och var 1873-39 regementschef. Efter en kortare tjänstgöring vid generalstaben blev Haeseler därefter brigad- och fördelningschef samt 1890 chef för 16:e armékåren i Lothringen, vilket befäl han innehade i 12 år och varunder han nedlade ett energiskt arbete på truppernas fältmässiga utbildning. Vid sin avgång ur aktiv tjänst 1903 blev Haeseler medlem av preussiska herrehuset men ställde sig vid första världskrigets utbrott åter till förfogande. Han erhöll dock inte något aktivt befäl utan åtföljde 16:e armékvarteret. Efter ett olycksfall 1916 återvände han dock till hemorten. Haeseler har utgett Zehn Jahre im Staber des Prinzen Friedrich Karl (3 band, 1910-15).

## Utmärkelser
- Pour le Mérite,  19 januari 1873[3]
- Hedersmedborgare,  1886[4]
- Kommendör av Leopoldsorden
- Kommendör av andra klassen av Henrik Lejonets orden
- Storkors av Bayerska militärförtjänstorden
- Storkorset av Bayerska kronorden
- Storkorset av Berthold I:s av Zähringens orden
- Kommendör av Hessiska Filip den ädelmodiges orden
- Kommendör av Vita falkens orden
- Militärförtjänstkorset
- Riddare av Guelferorden
- Svarta örns orden[3]
- Badiska husorden Fidelitas
- Järnkorset av 1:a klass
- Storkorset av Fredriksorden
- Storkors av Albrektsorden
- Riddare av tredje klass av Järnkroneorden
- Storkorset av Röda örns orden
- Storkommendör av Hohenzollerns kungliga husorden
- Första graden av Preussiska Kronorden
- Järnkorset av 2:a klassen
- Service Award Cross

[Redigera Wikidata]